# Denis Mirochnitchenko
Denis Nikolaïevitch Mirochnitchenko (en russe : Денис Николаевич Мирошниченко, en ukrainien : Денис Миколайович Мiрошниченко), né le 8 décembre 1987 à Louhansk, est le « président » du prétendu Conseil populaire de la république populaire de Lougansk.